# Skaczinci
Skaczinci (mac. Скачинци) – wieś w centralnej Macedonii Północnej, terytorialnie i administracyjnie należąca do gminy Gradsko. Według stanu na 2002 rok jej liczebność wynosiła 0 mieszkańców.
Według danych ze spisu powszechnego przeprowadzonego w 2002 roku, wieś Skaczinci była miejscowością opuszczoną, której nie zamieszkiwał żaden człowiek.